# Paradromulia
Paradromulia là một chi bướm đêm thuộc họ Geometridae.

## Các loài
- Paradromulia albigrisea
- Paradromulia albimaculata
- Paradromulia ambigua
- Paradromulia amnicosta
- Paradromulia anomala
- Paradromulia bimaculata
- Paradromulia complicata
- Paradromulia fuscimedia
- Paradromulia hypochromaria
- Paradromulia intermedia
- Paradromulia lacteata
- Paradromulia laeta
- Paradromulia leucodesma
- Paradromulia lignifascia
- Paradromulia maculata
- Paradromulia nigrocellata
- Paradromulia nigrosticta
- Paradromulia phana
- Paradromulia polyploca
- Paradromulia purpurea
- Paradromulia rufibrunnea
- Paradromulia rufigrisea
- Paradromulia subdivisa
- Paradromulia umbrilinea
- Paradromulia uniformis
- Paradromulia variegata
- Paradromulia xylinopa